# Villargordo del Cabriel
Villargordo del Cabriel è un comune spagnolo di 666 abitanti situato nella comunità autonoma Valenciana.